# بطولة الأردن الدولية 2023
بطولة الأردن الدولية 2023، هي بطولة لكرة القدم للمنتخبات الوطنية المشاركة وهي الأردن، والعراق، وقطر، وإيران. ستُقام البطولة خلال شهر أكتوبر 2023. فاز في النسخة السابقة منتخب الأردن لكرة القدم.

## المباريات
بلغ عدد مباريات البطولة أربعة مباريات.
|  | نصف النهائي      | نصف النهائي      |   |                  | النهائي          | النهائي |  |
|  |                  |                  |   |                  |                  |         |  |
|  | 13 أكتوبر – عمّان |                  |   |                  |                  |         |  |
|  | الأردن           | 1                |   |                  |                  |         |  |
|  | إيران            | 3                |   |                  |                  |         |  |
|  |                  |                  |   |                  |                  |         |  |
|  |                  |                  |   |                  | 17 أكتوبر – عمّان |         |  |
|  |                  |                  |   |                  | إيران            | 4       |  |
|  |                  | قطر              | 0 |                  |                  |         |  |
|  |                  |                  |   |                  |                  |         |  |
|  |                  |                  |   |                  |                  |         |  |
|  |                  |                  |   |                  | المركز الثالث    |         |  |
|  | 13 أكتوبر – عمّان | 13 أكتوبر – عمّان |   | 17 أكتوبر – عمّان | 17 أكتوبر – عمّان |         |  |
|  | قطر              | 0 (6)            |   | الأردن           | 2 (3)            |         |  |
|  | العراق           | 0 (5)            |   |                  | العراق           | 2 (5)   |  |

### نصف النهائي
العراق ضد قطر
| قطر                                                                | 0–0 | العراق                                                                   |
| ------------------------------------------------------------------ | --- | ------------------------------------------------------------------------ |
|                                                                    |     |                                                                          |
| ركلات الترجيح                                                      |     |                                                                          |
| - الهيدوس - فتحي - علاء الدين - سهيل - عفيف - البريك - جابر - مشعل | 6–5 | - دوسكي - الحمادي - مهند علي - عدنان - أحمد علي - العماري - سولاقا - رسن |

الأردن ضد إيران
| الأردن         | 1–3 | إيران                                |
| -------------- | --- | ------------------------------------ |
| - النعيمات 74' |     | - آزمون 6' - طارمي 28' - محمدي 90+4' |

### المركز الثالث
| الأردن                            | 2–2   | العراق                                   |
| --------------------------------- | ----- | ---------------------------------------- |
| النعيمات 31'، 79'                 | تقرير | حسين 70' · الحمادي 75'                   |
| ركلات الترجيح                     |       |                                          |
| - المرضي - سعادة - الرشدان - حداد | 3–5   | - دوسكي - الحمادي - عدنان - حسين - عطوان |

### النهائي
| إيران                                      | 4–0   | قطر |
| ------------------------------------------ | ----- | --- |
| زاديغان 69'، 79' · جهانبخش 73' · آزمون 75' | تقرير |     |

## الإحصائيات

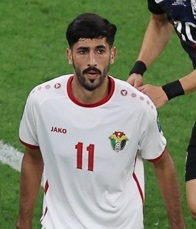
يزن النعيمات هداف البطولة

### الهدافون
عدد الأهداف المُسجلة  12 هدفًا  في 4 مباراة، بمتوسط 3 هدفًا في المباراة الواحدة.
3 أهداف
- يزن النعيمات

هدفان
- سردار آزمون
- حسين كنعاني زاديغان

هدف
- علي رضا جهانبخش
- مهرداد محمدي
- مهدي طارمي
- علي الحمادي
- أيمن حسين